# Palladiaanse villa's in Veneto
De Palladiaanse villa's in Veneto zijn meerdere villa's in de Italiaanse regio Veneto, ontworpen door de architect Andrea Palladio. De regio was in de tijd van Palladio onder controle van de Republiek Venetië, die ook direct zijn grootste opdrachtgever was. Samen met de stad Vicenza staan een groot aantal villa's op de Werelderfgoedlijst van UNESCO.
De villa's, in dit geval landhuizen, werden gebouwd voor welvarende families die veelal een palazzo in een stad hadden. Met de landhuizen ontwierp Palladio een nieuw type woning buiten de stad, dat was gericht op de rijke klasse en geen slot of burcht was, al was het wel een direct afgeleide daarvan zodat het enige bescherming kon bieden. De façade werd zo veelal sierlijk ontworpen en bevatte veelal het wapen van de opdrachtgevende familie.
Vicenza kwam samen met enkele Palladiaanse villa's uit de stad in 1994 voor het eerst op de werelderfgoedlijst. Omdat de meeste villa's van Palladio buiten de stad lagen, werd de lijst in 1996 uitgebreid tot zijn huidige vorm, waarbij de hele regio Veneto wordt benoemd als Palladio's werkgebied.

## Lijst van villa's
Villa's opgenomen in de werelderfgoedlijst:
| #       | Naam                                       | Locatie                  | Provincie |
| ------- | ------------------------------------------ | ------------------------ | --------- |
| 712-001 | Vicenza inclusief 23 gebouwen van Palladio | Vicenza                  | Vicenza   |
| 712-002 | Villa Trissino                             | Cricoli, Vicenza         | Vicenza   |
| 712-003 | Villa Gazzotti Grimani                     | Bertesina, Vicenza       | Vicenza   |
| 712-004 | Villa Almerico Capra, La Rotonda           | Vicenza                  | Vicenza   |
| 712-005 | Villa Angarano                             | Bassano del Grappa       | Vicenza   |
| 712-006 | Villa Caldogno                             | Caldogno                 | Vicenza   |
| 712-007 | Villa Chiericati                           | Grumolo delle Abbadesse  | Vicenza   |
| 712-008 | Villa Forni Cerato                         | Montecchio Precalcino    | Vicenza   |
| 712-009 | Villa Godi                                 | Lonedo di Lugo Vicentino | Vicenza   |
| 712-010 | Villa Pisani                               | Bagnolo di Lonigo        | Vicenza   |
| 712-011 | Villa Poiana                               | Poiana Maggiore          | Vicenza   |
| 712-012 | Villa Saraceno                             | Agugliaro                | Vicenza   |
| 712-013 | Villa Thiene                               | Quinto Vicentino         | Vicenza   |
| 712-014 | Villa Trissino                             | Sarego                   | Vicenza   |
| 712-015 | Villa Valmarana                            | Bolzano Vicentino        | Vicenza   |
| 712-016 | Villa Valmarana                            | Monticello Conte Otto    | Vicenza   |
| 712-017 | Villa Badoer, «La Badoera»                 | Fratta Polesine          | Rovigo    |
| 712-018 | Villa Barbaro                              | Maser                    | Treviso   |
| 712-019 | Villa Emo                                  | Vedelago                 | Treviso   |
| 712-020 | Villa Zeno                                 | Cessalto                 | Treviso   |
| 712-021 | Villa Foscari, La Malcontenta              | Mira                     | Venice    |
| 712-022 | Villa Pisani                               | Montagnana               | Padua     |
| 712-023 | Villa Cornaro                              | Piombino Dese            | Padua     |
| 712-024 | Villa Serego                               | San Pietro in Cariano    | Verona    |
| 712-025 | Villa Piovene                              | Lugo Vicentino           | Vicenza   |

Rotstekeningen van Valcamonica · Kerk en dominicanenklooster van Santa Maria delle Grazie met "Het Laatste Avondmaal" van Leonardo da Vinci · Historisch centrum van Rome, de bezittingen van de Heilige Stoel in die stad met speciale territoriale rechten en Sint-Paulus buiten de Muren · Historisch centrum van Florence · Venetië met zijn lagune · Domplein van Pisa · Historisch centrum van San Gimignano · Sassi en het park met de rotskerken van Matera · Vicenza en de Palladiaanse villa's in Veneto · Historisch centrum van Siena · Historisch centrum van Napels · Crespi d'Adda · Ferrara, stad van de renaissance in de Po-delta · Castel del Monte · Trulli van Alberobello · Vroeg-christelijke monumenten van Ravenna · Historisch centrum van Pienza · 18e-eeuws Koninklijk Paleis van Caserta met park, aquaduct van Vanvitelli en San Leuciocomplex · Residenties van het Koninklijk Huis van Savoye · Botanische tuin in Padua · Porto Venere, Cinque Terre en de eilanden Palmaria, Tino en Tinetto ·  Kathedraal, Torre Civica en Piazza Grande, Modena · Archeologisch Pompeï, Herculaneum en Torre Annunziata · Amalfitaanse kust · Archeologisch Agrigento · Villa Romana del Casale · Nuraghe Su Nuraxi bij Barumini · Nationaal park Cilento, Vallo di Diano e Alburni met archeologisch Paestum en Velia en Kartuizerklooster San Lorenzo · Historisch centrum van Urbino · Archeologische opgravingen en Patriarchale Basiliek van Aquileia · Villa Adriana, Tivoli · Eolische Eilanden · Assisi, Sint-Franciscusbasiliek en andere franciscaanse locaties · Verona · Villa d'Este, Tivoli · Laatbarokke steden in het Val di Noto (Zuidoost-Sicilië) · Heilige bergen · Monte San Giorgio · Etruskische begraafplaatsen van Cerveteri en Tarquinia · Val d'Orcia · Syracuse en de rotsnecropolis van Pantalica · Genua: Le Strade Nuove en het systeem van de Palazzi dei Rolli · Oude en voorhistorische beukenbossen van de Karpaten en andere regio's van Europa · Mantua en Sabbioneta · Rhätische Bahn in het Albula/Bernina-landschap · Dolomieten · Longobarden in Italië. Plaatsen van macht (568-774 na Christus) · Prehistorische paalwoningen in de Alpen · Etna · Villa's en tuinen van de Medici in Toscane · Wijngaardlandschap van Piëmont: Langhe-Roero en Monferrato · Arabisch-Normandisch Palermo en de kathedralen van Cefalù en Monreale · Venetiaanse verdedigingswerken van de 15e tot 17e eeuw: Stato da Terra - westelijke Stato da Mar · Ivrea, industriestad van de 20e eeuw · De prosecco-heuvels van Conegliano en Valdobbiadene · Historische kuuroorden van Europa (Montecatini Terme) · Padua's 14e-eeuwse frescocycli · De portieken van Bologna · Via Appia. Regina viarum